# Maître brasseur
Pour les articles homonymes, voir Brasseur.
 (mai 2021).
Si vous disposez d'ouvrages ou d'articles de référence ou si vous connaissez des sites web de qualité traitant du thème abordé ici, merci de compléter l'article en donnant les références utiles à sa vérifiabilité et en les liant à la section « Notes et références ».
Un maître brasseur, ou simplement brasseur, est une personne qui supervise les opérations de brassage dans la fabrication de la bière. Il peut parfois diriger une équipe d'ouvriers brasseurs au sein d'une brasserie. Il assure la qualité des bières et la variété de leurs saveurs.

## Origine du métier
Remontant à l’Antiquité (la bière appelée « sikaru » est attestée à Sumer au IVe millénaire av. J.-C.), la fabrication de la bière se fait grâce au savoir-faire des brasseurs domestiques et exclusivement à partir d’éléments naturels et de produits agricoles : eau, malt d’orge…

## Rôle du maître brasseur
Le maître brasseur est la personne qui possède la connaissance technique pour à la fois sélectionner et utiliser au mieux les différents ingrédients pour fabriquer la bière. Il veille à ce que les diverses étapes soient respectées, du maltage au brassage, de la fermentation à la filtration. Pour chaque bière, il maîtrise la recette et sait quelles sont les variétés d’orge qu’il faut utiliser, la qualité du malt, le type de levure, la composition minérale idéale de l’eau, le diagramme de brassage, le profil de la fermentation. Il intervient continuellement pour choisir, contrôler, régler, goûter…
Comme un cuisiner, le maître brasseur adapte ses recettes aux produits agricoles mis à sa disposition, produits vivants qui évoluent à chaque saison selon la climatologie, la mise en œuvre de l'agriculteur, etc. Les brasseurs sont formés à la dégustation pour pouvoir reconnaître les différents caractères d’une bière et les décrire.

## Lieu de l’activité
L’activité de maître brasseur s’exerce dans les brasseries industrielles ou les microbrasseries.  
Dans les brasseries industrielles, les maîtres brasseurs travaillent en équipe alors que dans les micro-brasseries (environ 2000 en France), le brasseur travaille en général seul. 
Le maître brasseur se tient devant les cuves mais également de plus en plus souvent dans un laboratoire ou devant les écrans de contrôle de la production où minute par minute, il est informé de ce qui se passe dans les cuves. Il suit en permanence tous les paramètres de la naissance de la bière, des matières premières mises en œuvre aux différents stades de l’élaboration jusqu’à son départ vers le consommateur. 

## Formation requise
Ingénieur ou technicien diplômé avec mention complémentaire de brasseur